# Cận Tiếu Cổ Vương
Cận Tiếu Cổ Vương (324-375, trị vì 346-375) là vị quốc vương thứ 13 của Bách Tế, một trong Tam Quốc Triều Tiên. Ông cai trị trên đỉnh cao quyền lực của Bách Tế.

## Bối cảnh
Cận Tiếu Tếu Vương là con trai thứ hai của quốc vương thứ 11 là Bỉ Lưu Vương và lên ngôi sau cái chết của vị quốc vương thứ 12 là Khiết Vương. Việc ông lên ngôi dường như đánh dấu sự thắng thế vĩnh viễn của các hậu duệ vị quốc vương thứ 5 là Tiếu Cổ Vương (được phản ánh trong tên của Cận Tiếu Cổ Vương) với các hậu duệ của vị quốc vương thứ 8 là Cổ Nhĩ Vương, kết thúc việc kế vị xen kẽ giữa hai nhánh vương tộc.

## Tăng cường quyền lực hoàng gia
Sau khi lên ngôi, ông đã củng cổ quyền lực của hoàng gia tại Bách Tế. Ông khiến sức mạnh của tầng lớp quý tộc suy giảm và cho lập một hệ thống quan lại địa phương với người đứng đầu do triều đình bổ nhiệm. Ông kết hôn với một người vương hậu họ Chân (Jin), lập tiền lệ cho những người kế vị ông, ông cũng cho dời đô về Hansan, đông nam Seoul ngày nay.

## Mở mang lãnh thổ
Dưới thời Cận Tiếu Cổ Vương, vương quốc đã đạt đến một phạm vi địa lý và quyền lực chính trị lớn nhất. Các tiểu quốc bộ tộc còn lại của liên minh Mã Hàn bị thôn tính vào năm 369, hoàn thành việc Bách Tế kiểm soát toàn bộ khu vực Jeolla ngày nay. Liên minh Già Da (Gaya) gồm nhiều tiểu quốc ở phía tây sông Nakdong (Lạc Đông) cũng trở thành vùng phiên thuộc của Bách Tế.
Năm 369, Bách Tế bị Cao Câu Ly xâm lược, song đã bị phản công trong trận thành Trí Nhưỡng (Chiyang). Năm 371, hơn 30.000 quân Bách Tế do thái tử Cần Cừu Thủ chỉ huy đã chiếm thành Bình Nhưỡng và giết chết vua Cố Quốc Nguyên Vương của Cao Câu Ly.
Vào giai đoạn cuối của cuộc chinh phục, Bách Tế tạo thành vành đai tại Hoàng Hải, và kiểm soát phần lớn phía tây bán đảo Triều Tiên, bao gồm toàn bộ Gyeonggi (Kinh Kỳ), Chungcheong (Trung Thanh), cùng Jeolla (Toàn La) và nhiều phần của Gangwon (Giang Nguyên) và Hwanghae (Hoàng Hải).

## Quan hệ đối ngoại
Năm 366, Cận Tiếu Cổ Vương liên minh với Tân La, vương quốc ở phía đông Bách Tế, duy trì một thế cân bằng quyền lực trong Tam Quốc Triều Tiên.
Cận Tiếu Cổ Vương cũng cho tiếp nhận văn hóa và tri thức Trung Hoa từ nhà Đông Tấn tại Trung Hoa. Theo cả sử sách Triều Tiên và Trung Hoa, tiếp xúc mang tính ngoại giao đầu tiên giữa hai bên là vào năm 372, khi Cận Tiếu Cổ Vương cử một đoàn sứ thần đến triều đình nhà Tấn. Trong cùng năm, triều đình nhà Tấn đã cứ sứ thần sang sắc phong cho ông tước hiệu "Trấn Đông tướng quân Lạc Lãng quận thái thú" (진동장군 영낙랑태수, 鎭東將軍領樂浪太守).
Dưới thời trị vì của ông, Bách Tế xây dựng và kiểm soát mối quan hệ thương mại giữa Trung Hoa, bán đảo Triều Tiên và Nhật Bản; còn gọi là "tam biên mậu dịch". Theo truyền thống thương mại chú yếu do các hoàng đế Trung Hoa thống trị, tuy nhiên, sau khi họ mất quyền kiểm soát Lạc Lãng quận; miền bắc Trung Quốc nằm dưới quyền kiếm soát của người Ngũ Hồ như Hung Nô, Tiên Ti và Khương, tất cả đều thiếu kinh nghiệm đi biển. Bách Tế thiết lập các quận tại khu vực Liêu Tây của Trung Quốc và tiến đến Kyushu (Cửu Châu) của Nhật Bản, nổi lên là một trung tâm thương mại mới của Đông Á 
.
Bách Tế cũng truyền bá văn hóa của mình đến đồng minh Nụy Quốc (Wa) vào thời kỳ Yamato ở Nhật Bản. Bằng chứng của mối quan hệ hữu nghị giữa Bách Tế và Nhật Bản là thất chi đao do Cận Tiếu Cổ Vương tặng cho người đứng đầu Nụy Quốc. Cận Tiếu Cổ Vương cũng sử các học giả Wang In (Vương Nhân) và Ajikgi đến Nhật Bản để mở rộng sự hiểu biết về văn hóa Bách Tế, Nho giáo và chữ Hán.

## Văn hóa
Cận Tiếu Cổ Vương cũng khuyến khích phát triển văn hóa; sau khi Bách Tế chiếm được Đái Phương quận, nhiều học giả Trung Hoa đã được mời và được vào triều đình của Cận Tiếu Cổ Vương. Với nền văn hóa Trung Hoa tiến tiến đã tiếp nhận từ những người này cùng những nét văn hóa quan trọng từ nhà Tấn qua con đường giao thương, người dân Bách Tế đã được hưởng một chất lượng cuộc sống cao hơn.
Trong những năm ông trị vì, một sách sử Bách Tế có tên là Thư ký (서기, 書記, Seogi) đã được biên soạn vởi học giả Cao Hưng (고흥, 高興, Go Heung). Mục đích chính của việc này không chỉ là ghi chép lịch sử mà còn để biện minh cho ông và sự trì vì của gia tộc ông cũng như phô trương sức mạnh tại Bách Tế. Tuy nhiên, tài liệu này không còn tồn tại cho đến ngày nay.

### Phim truyển hình
"King Geunchogo" là một bộ phim truyền hình lấy cảm hứng từ lịch sử dựa trên cuộc sống của Cận Tiếu Cổ Vương với nam diễn viên Hàn Quốc Kam Woo Sung vào vai vua Cận Tiếu Cổ Vương. Bộ phim ban đầu được phát sóng từ năm 2010 đến năm 2011 với hơn 100 tập.